# Seznam horských chat ve Vysokých Tatrách na Slovensku
Seznam horských chat ve Vysokých Tatrách představuje výčet horských chat ve slovenské části Vysokých Tater. Seznam zahrnuje pouze horské chaty a ubytovny, tzn. neobsahuje hotelová zařízení nižších poloh.

## Seznam
| Název                      | Obrázek | Galerie Commons                                             | Výška [m n. m.] | Souřadnice                       | Charakteristika | Web                                                  |
| -------------------------- | ------- | ----------------------------------------------------------- | --------------- | -------------------------------- | --- | ---------------------------------------------------- |
| Bilíkova chata             |         | Kategorie „Bilíkova chata“ na Wikimedia Commons             | 1255            | 49°9′36″ s. š., 20°13′28″ v. d.  | Chata z roku 1934 pojmenovaná po Pavlu Bilíkovi se nachází v těsné blízkosti Hrebienoku. Stojí v místech, kde původně stála komplex Studenovodské kúpeľe zahrnující Růženinu chatu a turistický hotel.                                                                                             | bilikovachata.sk                                     |
| Hrebienok                  |         | Kategorie „Hrebienok“ na Wikimedia Commons                  | 1285            | 49°9′32″ s. š., 20°13′28″ v. d.  | Lyžařské a turistické středisko nedaleko Starého Smokovce na úpatí Slavkovského štítu. Ze Smokovce zde vede pozemní lanová dráha, jediná svého druhu na Slovensku. |                                                      |
| Chata pod Rysmi            |         | Kategorie „Chata pod Rysmi“ na Wikimedia Commons            | 2250            | 49°10′28″ s. š., 20°5′11″ v. d.  | Nejvýše položená chata Vysokých Tater. Pochází z roku 1933 a několikrát byla zasažena lavinami, naposledy v roce 2000 a 2001. Chata stále prochází rekonstrukcí, která by měla být dokončena v roce 2012.                                                                                          | chatapodrysmi.com                                    |
| Chata pod Soliskom         |         | Kategorie „Chata pod Soliskom“ na Wikimedia Commons         | 1840            | 49°8′40″ s. š., 20°2′26″ v. d.   | Dřevěná chata na jihovýchodních svazích Predného Soliska pochází z roku 1944, což z ní činí jednu z nejmladších horských chat ve Vysokých Tatrách. V roce 2003 prošla zásadní rekonstrukcí kuchyně chaty.                                                                                          | chatasolisko.sk                                      |
| Chata pri Popradskom plese |         | Kategorie „Chata pri Popradskom plese“ na Wikimedia Commons | 1500            | 49°9′18″ s. š., 20°4′47″ v. d.   | Chata dostala název podle Popradského plesa, které se nachází v její těsné blízkosti. Chaty u Popradského plesa mají bohatou historii, první ubytovna zde byla postavena již roku 1879. V těsné blízkosti chaty se nachází Majláthova chata.                                                       | popradskepleso.sk                                    |
| Chata pri Zelenom plese    |         | Kategorie „Chata pri Zelenom plese“ na Wikimedia Commons    | 1551            | 49°12′37″ s. š., 20°13′16″ v. d. | První chata u Zeleného plesa vznikla již roku 1876, počátky Chaty pri Zelenom plese sahají do roku 1897. Po roce 1950 se chata nazývala Brnčalova chata, v roce 1992 však byla přejmenována na svůj současný název.                                                                                | chataprizelenomplese.sk                              |
| Majláthova chata           |         | Kategorie „Majláthova chata“ na Wikimedia Commons           | 1500            | 49°9′17″ s. š., 20°4′45″ v. d.   | Chata v těsné blízkosti Chaty pri Popradskom plese vznikla již roku 1879, avšak brzy shořela. V roce 1881 byla obnovena, ovšem nová kamenná chata opět po několika letech vyhořela. Další chata na tomtéž místě vydržela do roku 1961; v místech původní chaty byla roku 2010 otevřena nová chata. | majlatka.sk                                          |
| Rainerova chata            |         | Kategorie „Rainerova chata“ na Wikimedia Commons            | 1295            | 49°10′1″ s. š., 20°12′7″ v. d.   | Nejstarší tatranskou chatu (někdy nazývána útulnou) nechal roku 1863 postavit Ján Juraj Rajner. Po vybudování nedalekého hotelu Kamzík útulna sloužila jako skladiště a příležitostná noclehárna, od roku 1998 je opět v provozu.                                                                  | rainerova-utulna                                     |
| Skalnatá chata             |         | Kategorie „Skalnatá chata“ na Wikimedia Commons             | 1751            | 49°11′11″ s. š., 20°14′ v. d.    | Chata v blízkosti Skalnatého plesa má počátky ve 2. polovině 19. století, kdy byla v její blízkosti postavena útulna. Ve 30. letech 20. století byla vedle útulny postavena nová chata, která však postupně zchátrala. V roce 1993 ji zrekonstruoval nosič Ladislav Kulang.                        | skalnatachata.sk                                     |
| Sliezsky dom               |         | Kategorie „Sliezsky Dom“ na Wikimedia Commons               | 1670            | 49°9′24″ s. š., 20°9′24″ v. d.   | Horský hotel na počátku Velické doliny stojí v místech, kde původně stávala horská chata z roku 1871, která roku 1962 vyhořela. Současný hotel pochází z roku 1968. | sliezskydom.sk                                       |
| Téryho chata               |         | Kategorie „Téryho chata“ na Wikimedia Commons               | 2015            | 49°11′24″ s. š., 20°11′56″ v. d. | Chata pojmenovaná po svém zakladateli Edmundu Térym byla otevřena v roce 1899. Nachází se v těsné blízkosti Pěti Spišských ples v horní části Malé Studené doliny. | teryhochata.sk                                       |
| Zamkovského chata          |         | Kategorie „Zamkovského chata“ na Wikimedia Commons          | 1475            | 49°10′26″ s. š., 20°12′11″ v. d. | Chata v ústí Malé Studené doliny byla vybudována v letech 1942–1943 jako soukromá chata horolezce Štefana Zamkovského. Po znárodnění chata připadla v 50. letech státu, v roce 1989 byla navrácena Zamkovskému vnuku.                                                                              | zamka.sk Archivováno 27. 9. 2007 na Wayback Machine. |
| Zbojnická chata            |         | Kategorie „Zbojnícka Chata“ na Wikimedia Commons            | 1960            | 49°10′36″ s. š., 20°10′2″ v. d.  | Bývalá lovecká chata z roku 1907, od roku 1910 přístupná turistům. V roce 1998 vyhořela, následujícího roku prošla zásadní rekonstrukcí. Chata je celoročně otevřena, nachází se ve vyšších polohách Velké Studené doliny.                                                                         | zbojnickachata.sk                                    |